# Charles Frédéric Dubois
Charles Frédéric Dubois (28 maggio 1804 – 12 novembre 1867) è stato un naturalista belga.
Fu l'autore di Planches colorées des oiseaux de l'Europe [Tavole a Colori degli Uccelli d'Europa] e di Catalogue systématique des Lépidoptères de la Belgique [Catalogo Sistematico dei Lepidotteri del Belgio], che furono completati dal figlio, Alphonse Joseph Charles Dubois (1839–1921), dopo la sua morte.
A Charles Dubois viene attribuita la seguente frase, presente sul blog Favorite Quotes: «La cosa importante è questa: essere in grado in ogni momento di sacrificare quello che siamo per quello che potremmo diventare». Tuttavia, la frase sembra che vada attribuita più giustamente al Maharishi Mahesh Yogi.